# Governatorato di Hama
Il governatorato di Hama (in arabo  مُحافظة حماه‎?) è uno dei quattordici governatorati  della Siria. Si trova nella Siria centro-occidentale. 
La superficie del governatorato è di 8.883 km²  e la popolazione è di 3.165.756 (stima 2023). Il capoluogo è Hama.